# 에너지 정책 및 보존법
1975년의 에너지 정책 및 보존법(영어: Energy Policy and Conservation Act, EPCA)(Pub.L. 94–163, 89 Stat. 871, 1975년 12월 22일 제정)은 1973년 석유 파동에 대응하여 연방 에너지 정책에 대한 포괄적인 접근 방식을 수립한 미국 의회법이다. EPCA의 주요 목표는 에너지 생산 및 공급을 늘리고, 에너지 수요를 줄이며, 에너지 효율을 제공하고, 에너지 공급 중단에 대응하기 위해 행정부에 추가 권한을 부여하는 것이다. 특히 EPCA는 전략 석유 비축유, 소비자 제품을 위한 에너지 보존 프로그램, 그리고 평균 연비 규제 규정을 확립했다.

## 역사
국가 석유 저장 비축의 필요성은 최소 30년 동안 인식되어 왔다. 내무부 장관 해럴드 L. 이커스는 1944년에 비상 원유 비축을 옹호했다. 해리 S 트루먼 대통령의 광물 정책 위원회는 1952년에 전략적 석유 공급을 제안했다. 드와이트 아이젠하워 대통령은 1956년 수에즈 위기 이후 석유 비축을 제안했다. 석유 수입 통제에 관한 내각 태스크포스는 1970년에 유사한 비축을 권고했다.
1973-74년 석유 금수 조치만큼 전략적 석유 비축의 필요성을 극적으로 강조한 사건은 거의 없었다. 1973년 아랍-이스라엘 전쟁 중 이스라엘에 대한 미국의 지원은 미국 및 이스라엘을 지지하는 다른 국가들에 대한 1973-74년 석유 금수 조치를 초래했다. 석유 수출국 기구로부터 미국으로의 석유 흐름 중단은 전국에 경제적 충격을 주었다. 다가올 에너지 문제는 국가 의제의 최우선 순위로 급상승했으며, 이는 1974년 연방 에너지청의 설립으로 이어졌고, 1977년에는 미국 에너지부로 이름이 변경되었다. 석유 위기 이후, 미국은 전략비축유를 설립했다.

## 전략비축유
EPCA는 석유 비축을 확립하는 것을 미국 정책으로 선언하여 전략비축유 (SPR)를 가동시켰고, 1973년의 Emergency Petroleum Allocation Act (EPAA)를 연장했다. 1977년에 여러 기존 저장소가 인수되었다. 첫 번째 지상 시설 건설은 1977년 6월에 시작되었다. 1977년 7월 21일, 최초의 석유—약 412,000 배럴 (65,500 m3)의 사우디아라비아 경질유—가 SPR에 전달되었다. SPR 장비 개조 및 단지 수명 연장을 위한 예산 자원 확보를 위해 1995년 회계연도에 저장이 중단되었다. 현재의 SPR 사이트는 2025년경까지 사용 가능할 것으로 예상된다. 1999년에 저장이 재개되었다.

## 대통령 권한
EPCA는 대통령에게 많은 새로운 대통령 권한을 부여했다. 이 중 하나는 석탄, 석유 제품, 석유화학 원료, 천연 가스 및 에너지 공급 탐사, 생산, 정제 또는 운송을 위한 자재 또는 장비의 수출을 제한하는 권한이다. 또한 대통령이 국가 또는 국가 안보에 최선의 이익이라고 판단하는 경우 이러한 제한에 대한 예외를 허용할 권한도 부여했다. 대통령이 이 권한을 행사하기로 선택한 경우, 법에 따라 대통령은 이러한 조치에 대해 분기별로 의회에 보고해야 했다.
대통령에게 부여된 또 다른 권한은 국내 에너지 공급을 최대화하기 위해 자재 및 장비 공급과 관련된 계약에 따른 할당 또는 우선적 이행을 요구하는 것이다. 대통령이 이러한 권한을 행사하지 않고는 에너지 공급 유지 또는 추가 탐사, 생산, 정제, 운송 또는 보존, 또는 에너지 시설의 건설 및 유지가 합리적으로 달성될 수 없다고 판단하는 경우이다. EPCA는 또한 대통령에게 60일 이내에 보고하도록 지시하며, 그렇지 않으면 해당 권한이 관리된다. EPCA는 또한 내무부 장관에게 동일한 이전 연료원에 대한 금지 조치를 30일 이내에 취하도록 지시한다.

## 에너지 효율

### 평균 연비 규제
EPCA Title III의 Part A는 자동차에 대한 평균 연비 기준을 확립했다. 1978, 1979, 1980년 모델의 평균 연비는 각각 18, 19, 20마일/갤런으로 설정되었으며, 1985년까지 평균 연비는 27.5 mpg에 도달해야 했다. 또한 1976년 모델 이후 자동차에는 연비, 예상 연료 비용, 그리고 유사 차량의 연비 범위가 라벨에 표시되어야 했다. 미국 고속도로교통안전국은 자동차와 경트럭의 연비를 규제할 권한을 부여받았다.

### 소비자 제품을 위한 에너지 보존 프로그램
EPCA Title III의 Part B는 에너지 보존 프로그램을 확립했는데, 이 프로그램은 에너지부에 "가전제품 및 장비에 대한 최소 에너지 보존 기준을 개발, 수정 및 구현할 권한"을 부여한다. 현재 시행 중인 바와 같이, 에너지부는 주거용, 상업용, 산업용, 조명 및 배관 응용 분야를 포함하는 50개 이상의 제품에 대한 테스트 절차 및 최소 기준을 시행하고 있다.

## 원유 수출 금지, 1977-2015
이 법은 원유 수출을 금지했지만, 미국 상무부는 특정 유형의 석유에 대해 예외를 허용할 수 있었다. 1980년에 원유 수출은 1억 4백만 배럴로 최고치를 기록했으며, 2013년에는 4천 3백 8십만 배럴로 감소했다. 예외적인 수출 허가는 쿡 인렛에서 생산된 석유, 트랜스-알래스카 송유관 시스템을 통해 운송되는 석유, 캐나다로 수출되는 석유, 캘리포니아의 중질유, 멕시코와의 특정 거래, 그리고 외국산 석유의 재수출에 대한 일부 예외에 적용되었다.
석유가 증류 등 처리되면 라이센스 없이 수출할 수 있다. 비록 수출 금지가 2014년 초부터 2015년 내내 서부 텍사스 중질유 벤치마크로 측정할 때 세계 가격보다 10달러 낮은 가격으로 원유가 할인되는 이유로 언급되었지만, 이 주장은 경험적 연구에 의해 뒷받침되지 않았다.
텍사스, 알래스카, 노스다코타와 같은 석유 생산 기업과 석유 생산 주들은 금지 해제를 위해 로비했다.
정유사들은 수출 금지 해제에 반대했는데, 이는 원료인 국내산 경질유가 저렴한 가격으로 공급되었기 때문이다.
2015년 6월, 오바마 행정부는 멕시코로부터 중질유를 수입하기 위해 경질유 수출을 허용했다. 환경 단체들은 금지 해제에 반대했는데, 이는 더 많은 석유 판매, 더 많은 시추, 그리고 그에 따른 모든 환경 영향을 수반하는 더 많은 석유 생산을 의미하며, 이산화탄소 및 기타 오염 물질 배출을 증가시킬 것이기 때문이다.
2015년 12월 18일, 의회는 41년 동안 이어진 금지 조치를 해제했다. 공화당은 금지 해제를 찬성했고, 그 대가로 유엔 녹색기후기금에 5억 달러를 지불하고 태양광 및 풍력 발전에 대한 세금 감면을 막지 않기로 합의했다.

## 기타 조항
EPCA는 국내 에너지원 생산을 장려하기 위한 여러 정책을 포함했다. 이는 자격을 갖춘 지하 탄광 운영에 대해 프로젝트당 최대 3천만 달러를 보장하는 석탄 생산 장려 프로그램을 승인했다. 자격 요건은 보다 환경 친화적인 개발과 소규모 석탄 생산자를 장려하도록 조정되었다. 대출 보증 수혜자는 미국 환경보호청으로부터 청정대기법 (미국)을 준수하여 공장을 운영할 수 있도록 인증받은 고객과 계약을 체결해야 한다. 총 보증 금액의 최소 80%는 저유황 석탄 개발에 자금을 조달해야 한다. 마지막으로, 대규모 석탄 또는 석유 회사는 대출 보증을 받을 수 없다.
이 법안의 석탄 생산 증가 목표를 보완하여, EPCA는 또한 연료 부족이나 위기 시 정부가 천연 가스와 석유 기반 연료를 소비자에게 공급할 수 있도록 하는 메커니즘을 제공했다. Federal Energy Administration이 발전소에 천연 가스나 석유 기반 연료 대신 석탄을 연소하도록 요구할 권한은 1977년까지 연장되었다. 이 메커니즘은 발전용으로 이러한 연료의 사용을 줄이고 다른 소비자가 사용할 수 있도록 해줄 것이다. 또한 대통령에게 국내 석유 및 가스 생산을 최대한 늘리도록 명령할 권한이 부여되었고, 대통령은 연료 부족 시 에너지 보존 및 에너지 배급 계획을 제출하도록 지시받았다.

## 같이 보기
- 1975년 환경
- 미국 에너지법
- 미국 에너지 정책